# ردس

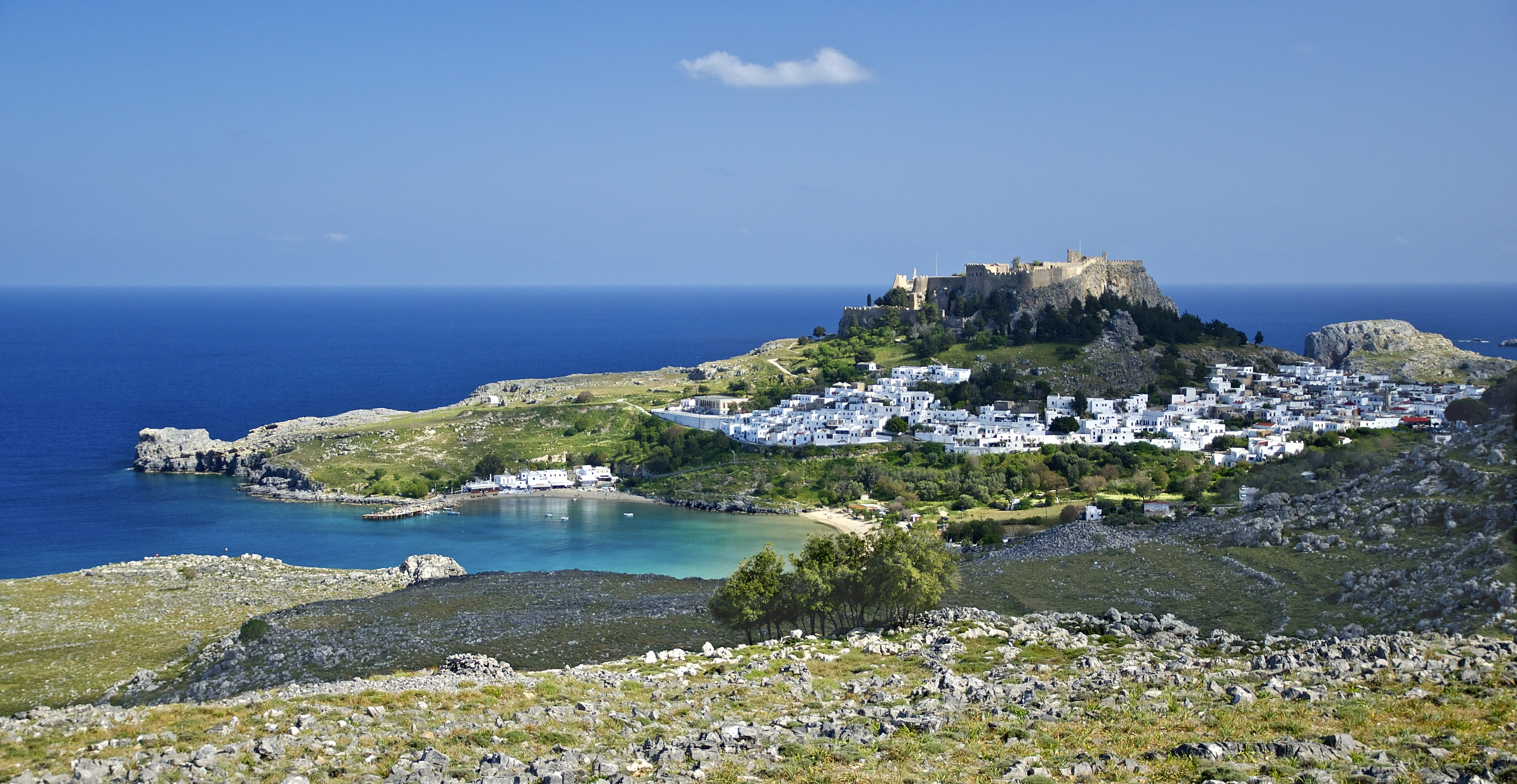
General view of the village of Lindos, with the acropolis and beaches, island of Rhodes, Greece

رُدُس از جزیره‌های کشور یونان در آسیا است. این جزیره در شمال خاوری کِرِت، جنوب خاوری آتن و جنوب باختری ساحل ترکیه واقع شده‌است.

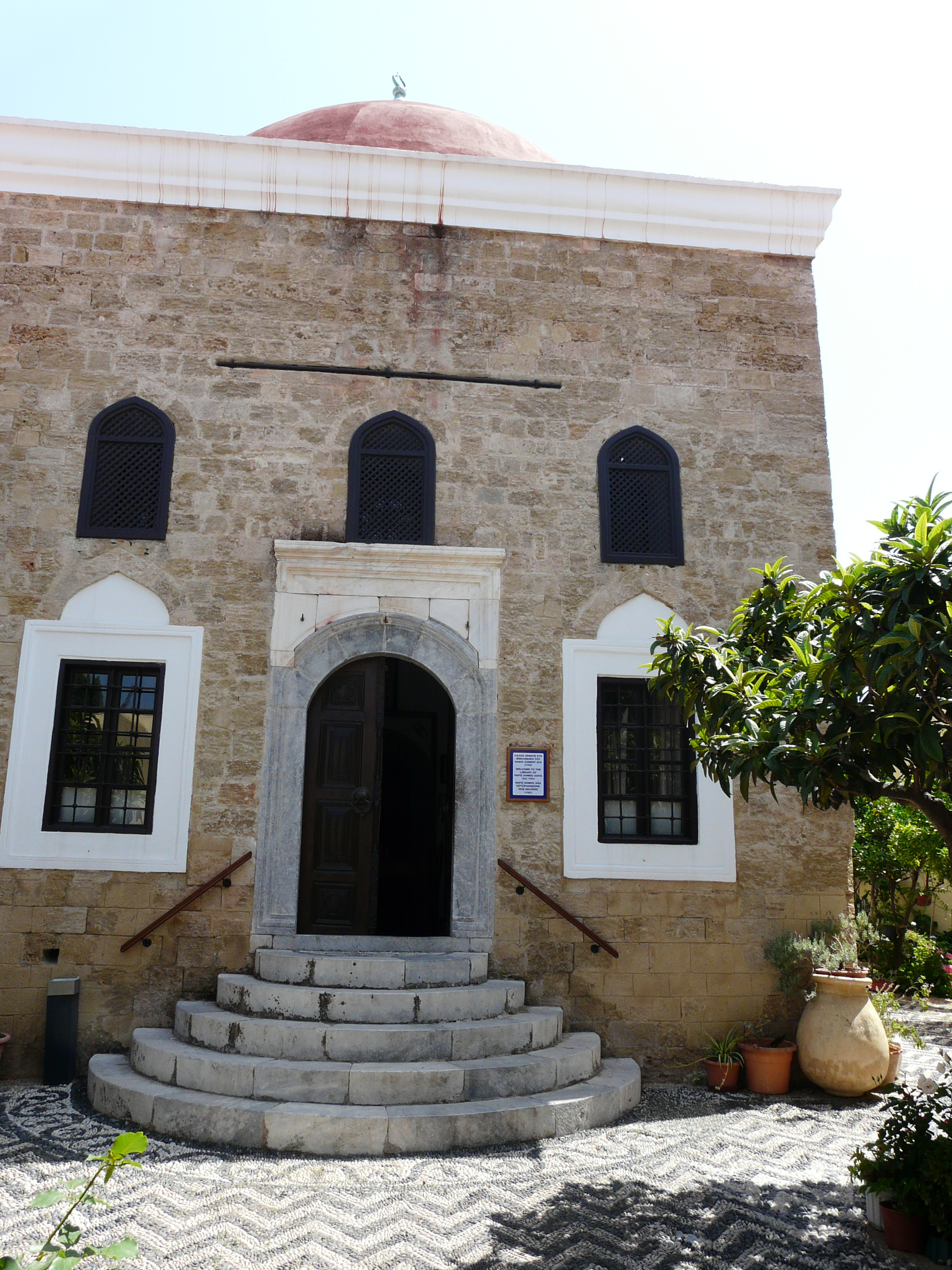
ورودی کتابخانه قدیمی مسلمانان در ردس که در سال ۱۷۹۴ توسط احمد یوسف بنیادگذاری شد. در این کتابخانه دست‌نوشته‌هایی به زبان‌های فارسی و عربی و از قرآن موجود است.

ردس در دریای اژه واقع شده و هم از نظر مساحت و هم از نظر جمعیت بزرگ‌ترین جزیره در دسته‌جزایر دودکانیسا است. جمعیت ردس ۱۱۷٬۰۰۷ نفر است.

## تاریخ
در دوران باستان، این جزیره به‌سبب تعلیم فن خطابه شهرت بسیار داشت و اشخاص نامی و بزرگی چون ژولیوس سزار و کاسیوس و سیسرون در آنجا فن خطابه و سخنوری آموختند.

## نگارخانه

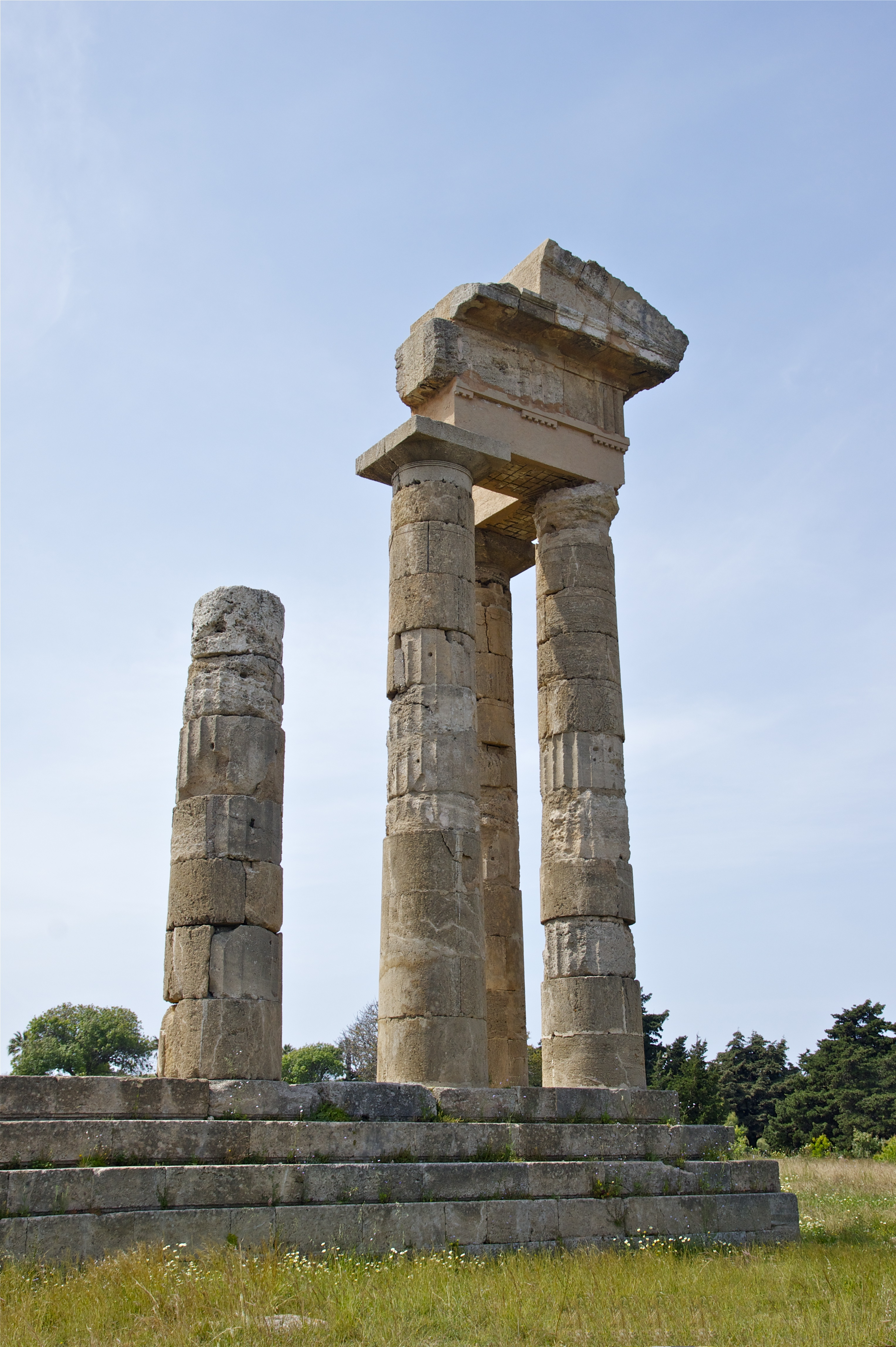
معبد آپولو
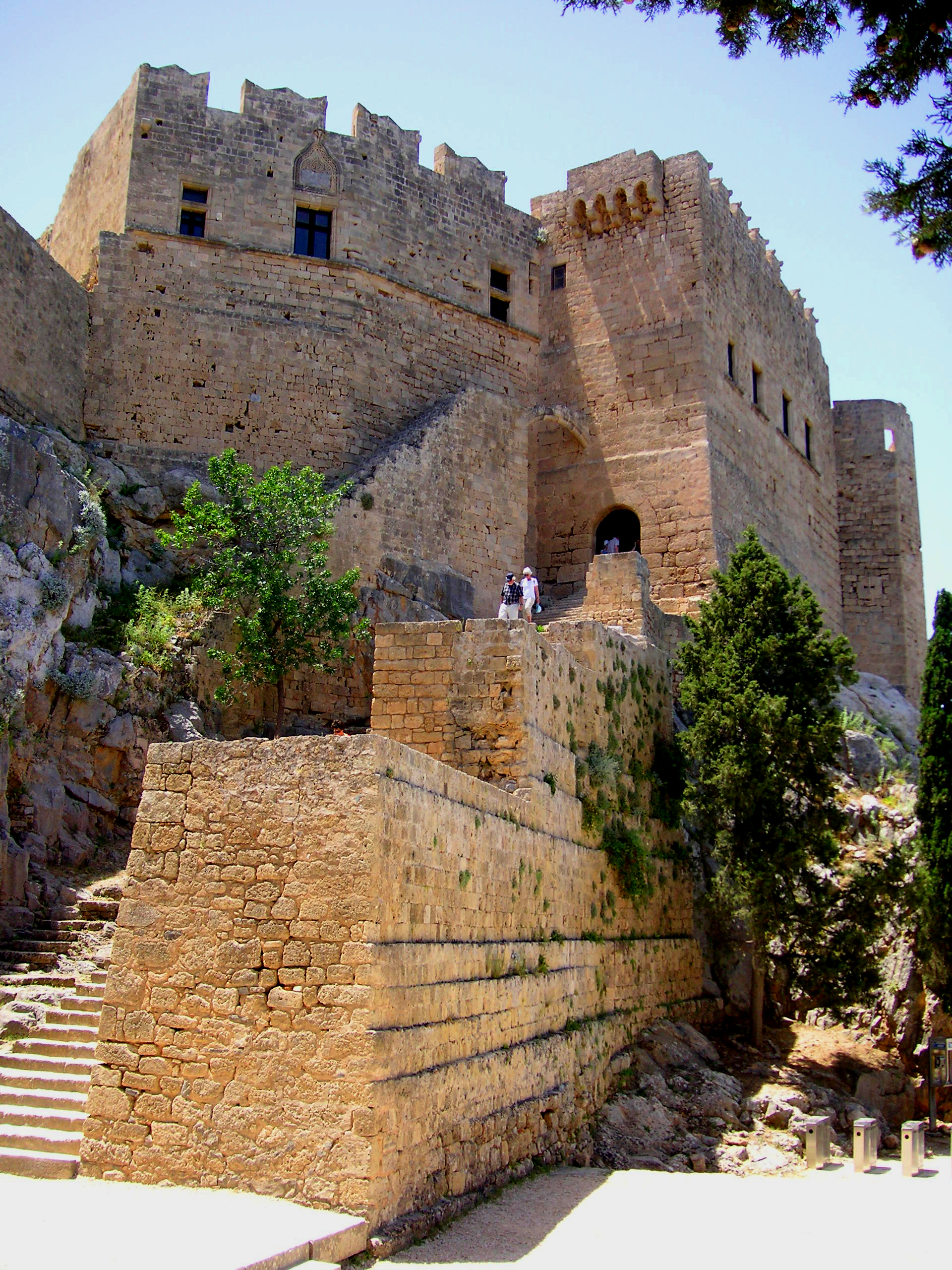
دروازه قرون وسطایی در آکروپلیس لیندوس
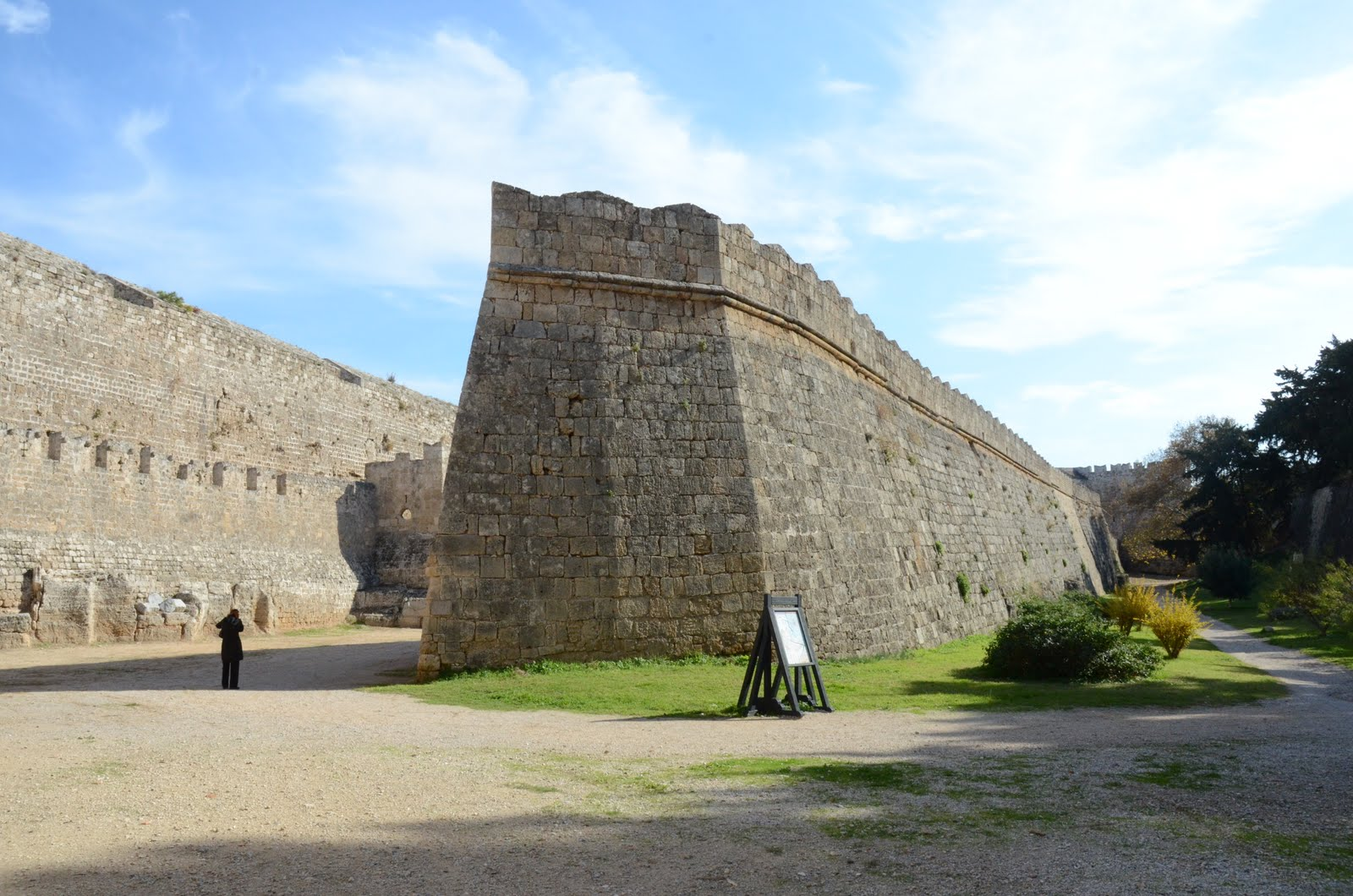
بخشی از استحکامات اواخر قرون وسطی ردس
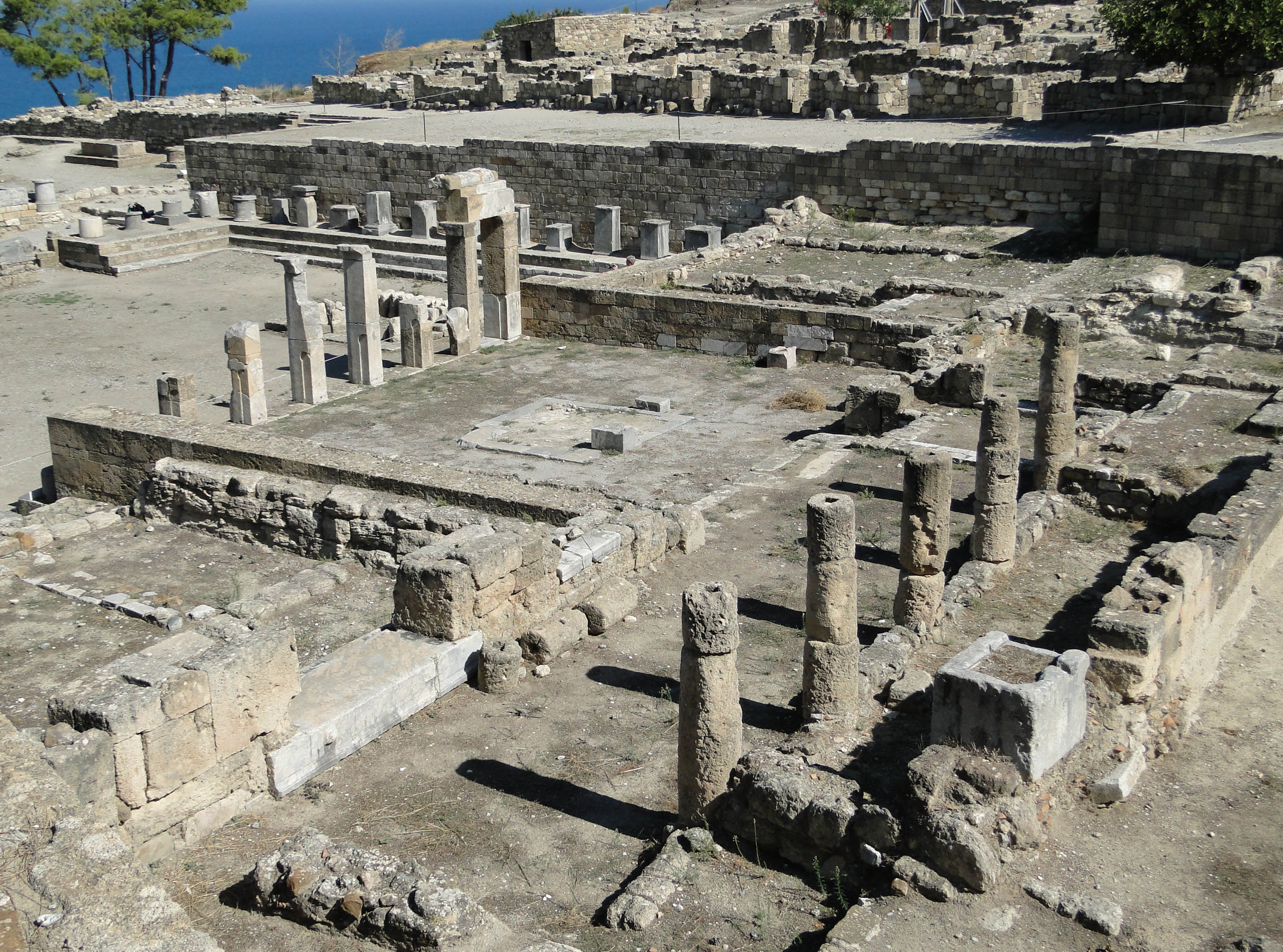
محوطه باستانی کامیروس
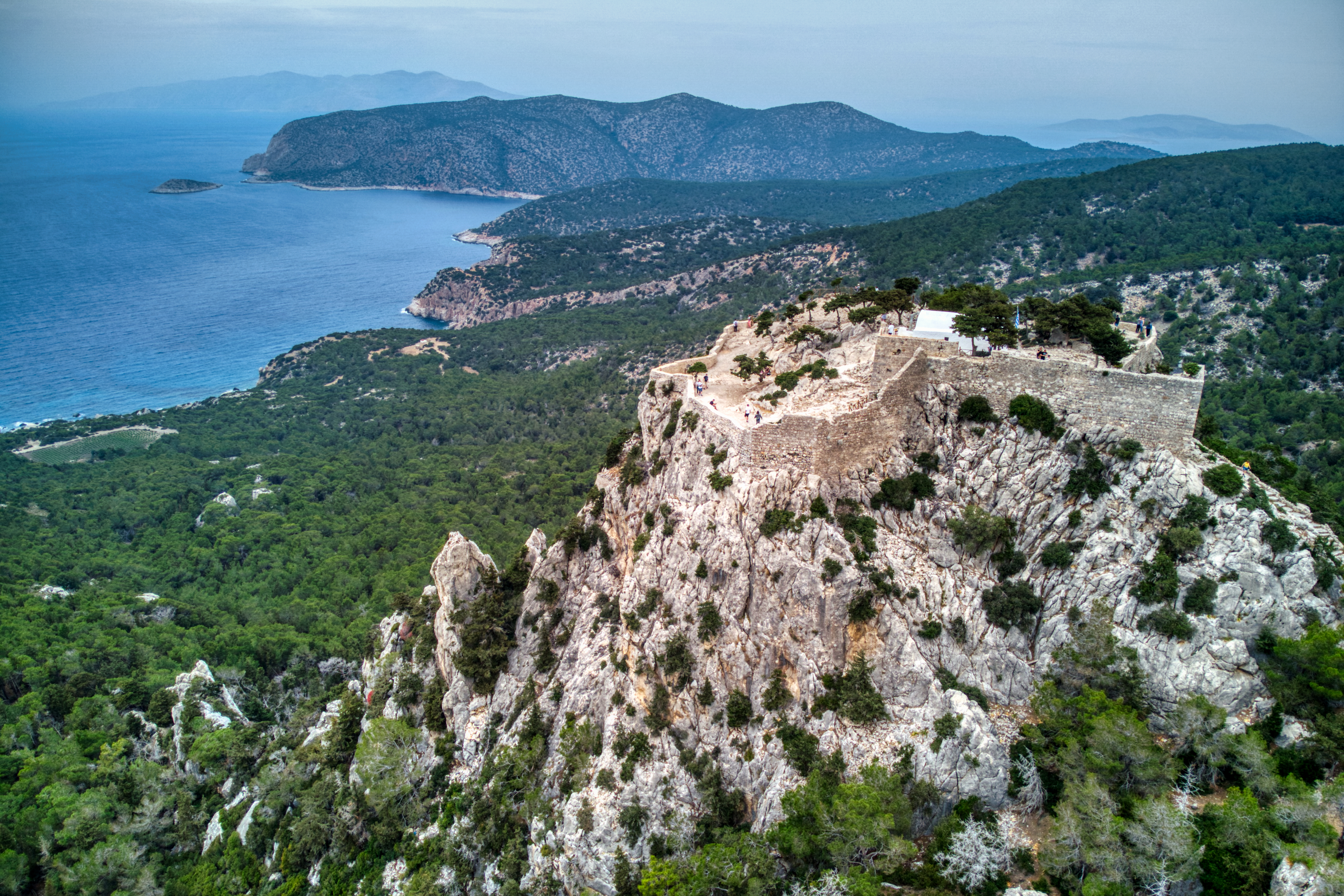
قلعه قرون وسطایی مونولیتوس
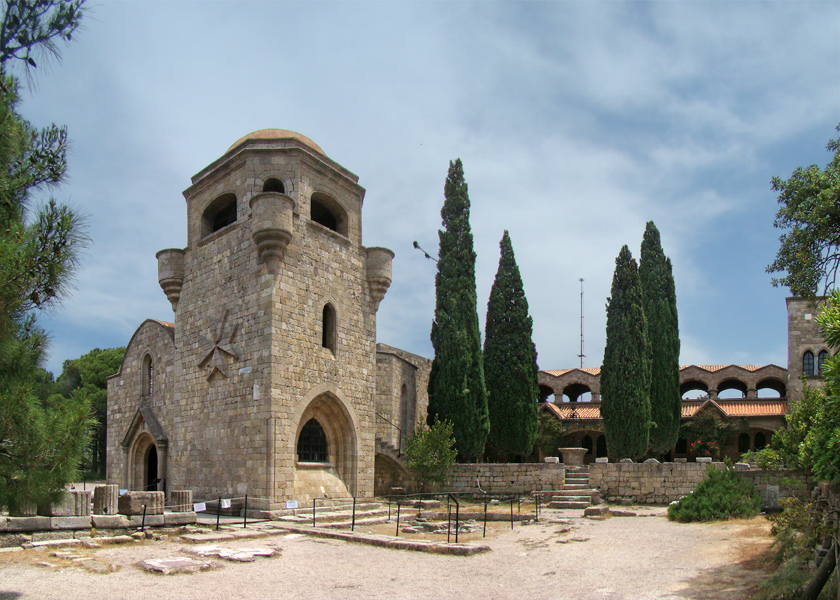
صومعه موناستری
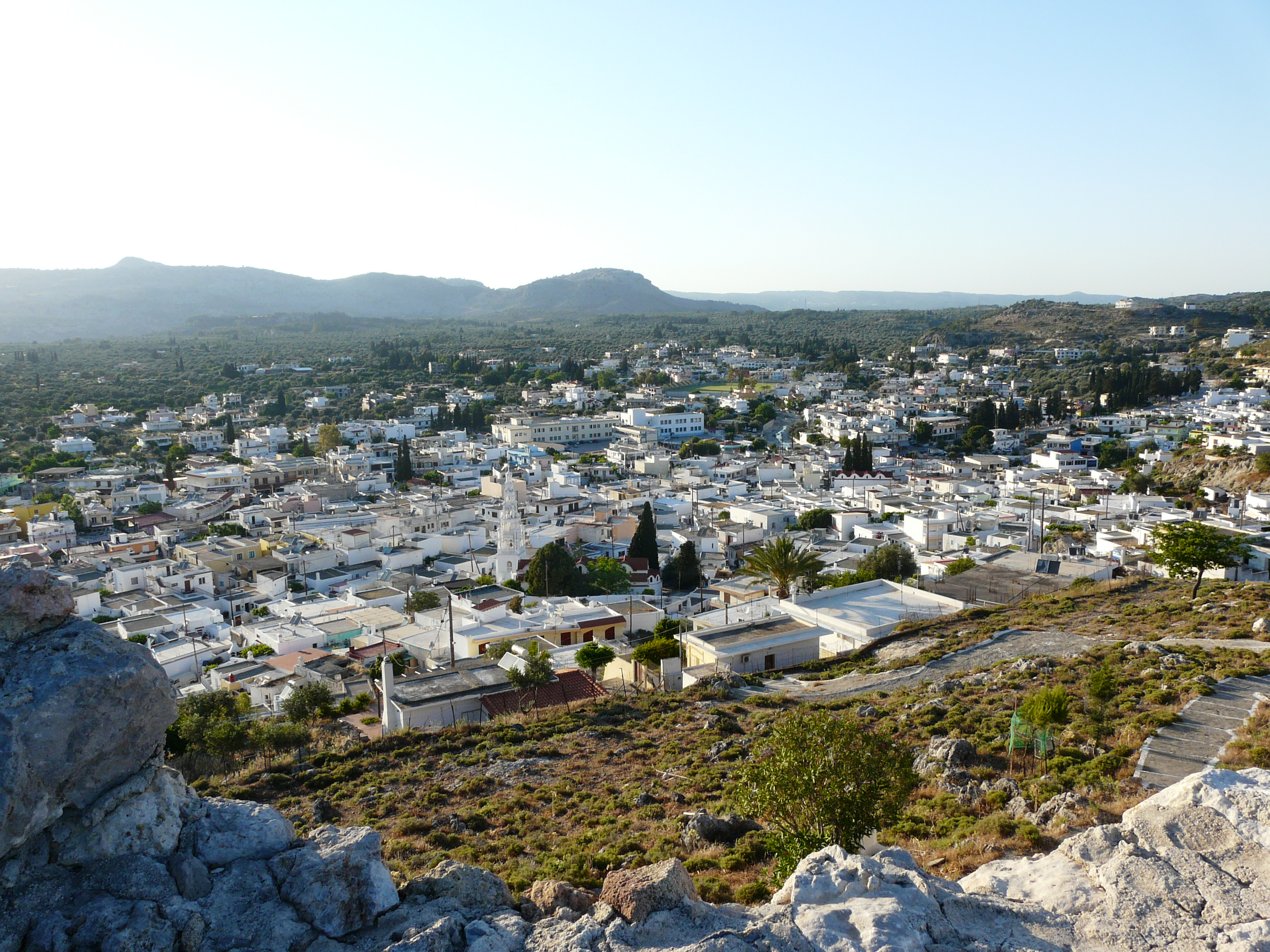
نمایی از آرچانگلوس (رودس)
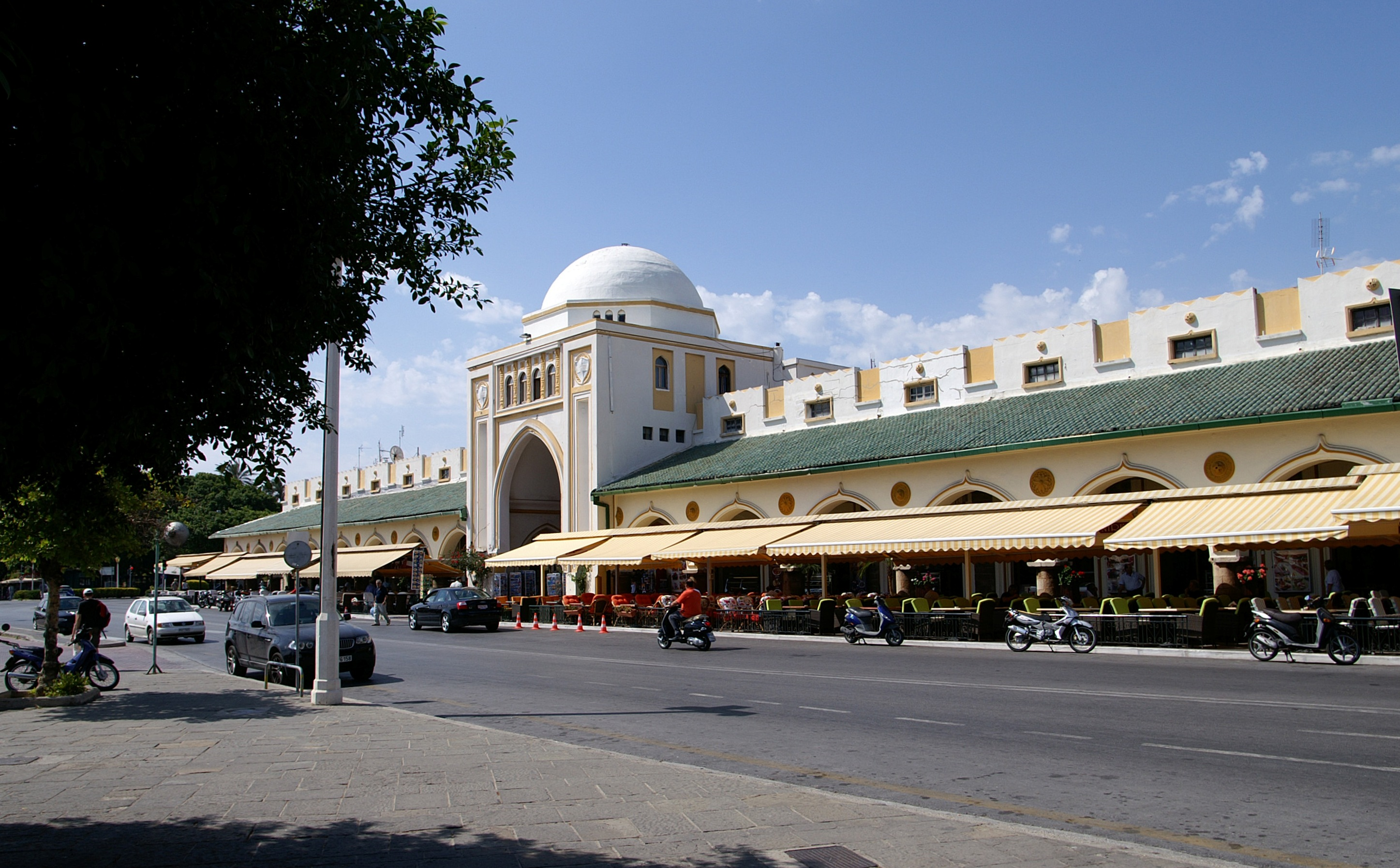
نمایی از بازارهای ساخته شده دوران ایتالیا
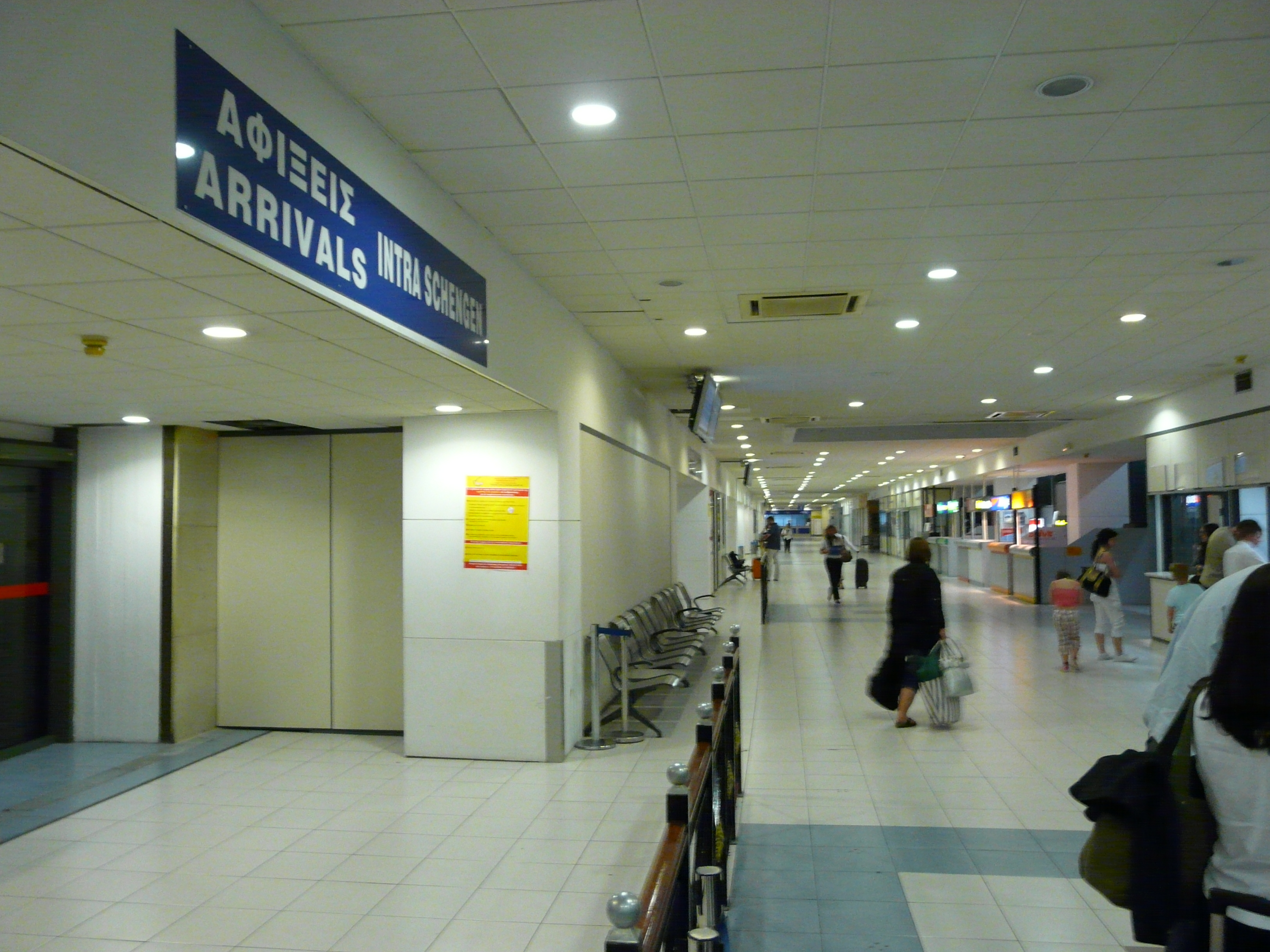
فرودگاه